# Valiato de Trebisonda
El valiato de Trebisonda o Trabzon era una división administrativa de primer nivel (valiato) en la parte noreste del Imperio otomano y correspondiente al área a lo largo de la costa oriental del mar Negro y la región montañosa interior de los montes Pónticos. La región estaba poblada principalmente por turcos étnicos en la mitad occidental y musulmanes de habla laz en la mitad oriental, aunque durante el período del dominio otomano hubo una historia de conversión al islam turco de muchos de los griegos pónticos de la región, incluso Gulbahar Hatun, se dice que la madre del sultán Selim I es de origen griego póntico. 
A principios del siglo XX, según se informa, tenía un área de 12 082 millas cuadradas (31 292,4 km²), mientras que los resultados preliminares del primer censo otomano de 1885 (publicado en 1908) arrojaron una población de 1 047 700. La precisión de las cifras de población varía de "aproximada" a "meramente conjetura" según la región de la que se obtuvieron. 
Después de la guerra ruso-turca de 1877-1878, se estableció el sanjacado de Lazistán. Rize se convirtió en el centro del distrito debido a la cesión de Batumi, el antiguo centro del sanjacado, a Rusia. 

## Divisiones administrativas
El valiato incluía tres sanjacados (cuatro después de 1889) y 22 kazas.
1. Trebisonda (Trebisonda, Ordu, Giresun, Tirebolu, Görele, Vakfıkebir, Sürmene, Of, Akçaabat, Maçka)
2. Gümüşhane (Gümüşhane, Kelkit, Şiran, Torul)
3. Lazistán (su centro era Batumi al principio hasta 1878, más tarde Rize después de 1878) (Rize, Pazar, Artvin; a veces se incluye Of)
4. Canik (su centro fue Samsun después de 1889) (Samsun, Bafra, Ünye, Fatsa, Çarşamba, Terme)